# Doodstil
Doodstil est un hameau de la commune néerlandaise de Het Hogeland, situé dans la province de Groningue, au sud d'Uithuizen. Il est arrosé par le Boterdiep.
Il appartient à la commune d'Eemsmond avant le 1er janvier 2019, quand celle-ci est rattachée à Het Hogeland.